# Achille Charles de Broglie
Achille-Charles-Léonce-Victor, 3. książę de Broglie [də ˈbʀœj] wymowaⓘ (ur. 28 listopada 1785 w Paryżu, zm. 26 stycznia 1870 tamże) – polityk francuski.

## Życiorys
Syn Sophie de Rosen-Kleinroop (1764–1828) i Claude’a Victora de Broglie. Za Restauracji należał do zwolenników konstytucyjnej monarchii, 1830 minister oświecenia, 1831 poseł w Londynie (1832–1836) minister spraw zagranicznych, również premier (13 sierpnia – 2 listopada 1830 i 12 marca 1835 – 22 lutego 1836). W roku 1849 był w Zgromadzeniu Narodowym przywódcą prawicy. Z małżeństwa z Albertine de Staël Holstein, córki Madame de Staël, mieli kilkoro dzieci m.in. syna Alberta Victora de Broglie.
Jego karierę wspierał jego przyjaciel, przywódca prawicy François Guizot. Dzięki niemu de Broglie był w latach 1847–1848 (do marca) ambasadorem Francji w Londynie.